# Усыскин, Александр Кузьмич
Александр Кузьмич Усыскин — советский военный деятель, инженер-контр-адмирал.

## Биография
Родился в 1908 году в деревне Захаркино Торопецкого уезда Псковской губернии в семье велижского мещанина Кусиэля Усыскина. Несмотря на еврейское происхождение, эта семья проживала вне разрешенной для евреев черты оседлости, так как Кусиэль Усыскин являлся сотрудником купца первой гильдии Голодца. 
Окончил Военно-морское инженерное училище имени т. Дзержинского. Член КПСС с 1927 года. В 1931—1990 гг. — старший инженер НИВК ВМС, с 1935 по 1939 года находился в Италии, как  участник строительства на верфи  Odero Terni Orlando в Ливорно  ЛД ЭМ «Ташкент» для ВМФ СССР, старший военпред на заводе № 190, замуполномоченного, уполномоченный КПА УК ВМФ в Ленинграде, начальник Управления надводного кораблестроения, заместитель начальника ГУК ВМС, заместитель начальника УК, ГУК, начальник Управления новой техники и опытных заказов, главный инженер ГУК ВМФ. После выхода в отставку -- ученый секретарь-заместитель председателя Научного совета по гидрофизике при Президиуме АН СССР.
Умер в Москве в 1999 году. Похоронен на Востряковском кладбище города Москвы.